# Octobre (album)
Pour les articles homonymes, voir Octobre (homonymie).
Albums de Les Cowboys fringants
Que du vent
(2011) Les Antipodes
(2019)
Octobre est un album studio des Cowboys fringants sorti en 2015. Il remporte le prix Félix de l'Album rock de l'année en 2016.
Après la sortie, en août 2015, du premier single Bye Bye Lou, l'album paraît le 23 octobre 2015. Durant sa première semaine, l'album se classe 1er des ventes de disques au Québec et 3e pour l'ensemble du Canada.
Suivant trois albums — L'Expédition, Sur un air de déjà vu, et Que du vent — connus pour leurs thèmes nostalgiques, humoristiques et légers, Octobre signe le retour, par le groupe, de chansons plus engagées politiquement; notamment « So So », « Louis Hébert », « La cave » et « Les vers de terre ».
La chanson « Marine Marchande », chanson endiablée aux inspirations irlandaises, est souvent considérée comme une des plus marquantes du groupe,.

## Enregistrement
L'album a été enregistré au cours du printemps et de l'été 2015 à Saint-Zénon, Montréal et New York.

## Titres
| 1.    | Octobre             | 3:36 |
| 2.    | Bye Bye Lou         | 3:41 |
| 3.    | La la la            | 2:41 |
| 4.    | Les Vers de terre   | 4:17 |
| 5.    | Pizza Galaxie       | 4:25 |
| 6.    | Les Feuilles mortes | 3:59 |
| 7.    | So so               | 3:08 |
| 8.    | La Cave             | 3:03 |
| 9.    | Marine marchande    | 4:27 |
| 10.   | Oktoberfest         | 1:02 |
| 11.   | La Dévisse          | 4:22 |
| 12.   | Mon grand-père      | 4:16 |
| 13.   | Louis Hébert        | 4:19 |
| 14.   | Pub Royal           | 3:45 |
| 50:54 |                     |      |

## Commentaire sociopolitique

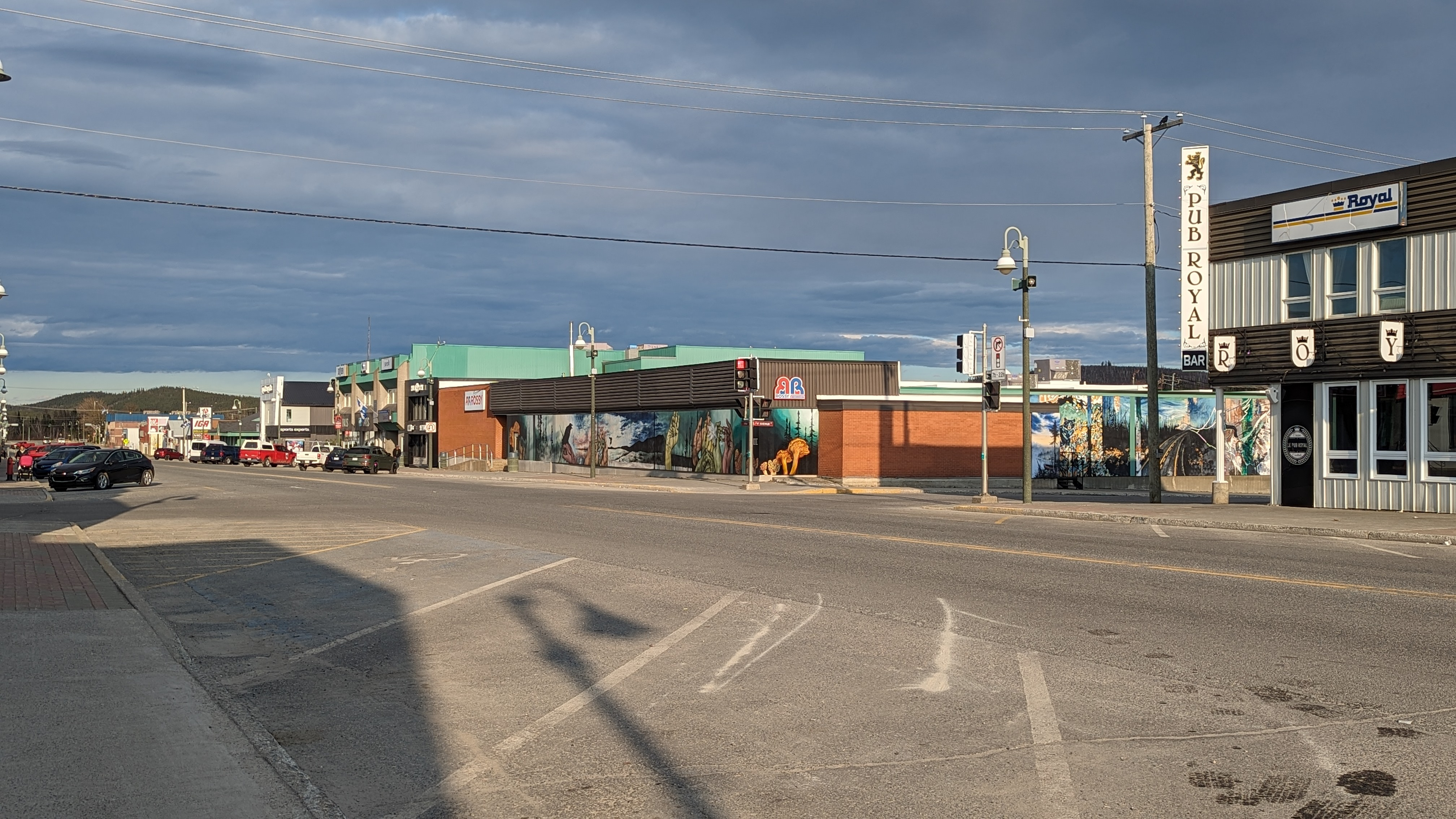
La 3e rue de Chibougamau et le Pub royal en 2024.

En plus de certaines chansons plus légères, tel « Pub Royal », « Octobre » ou « Pizza Galaxie », le groupe incorpore, au sein de l'album quelques chansons ayant un fond de commentaire sociopolitique.
La chanson « So So » est une satire sociale qui brocarde l'hypocrisie de certaines personnes feignant la solidarité, mais n'accomplissant jamais de geste concret: « Un monde meilleur, j'suis bien d'accord / Tant qu'ça dérange pas mon confort. ».
« Louis Hébert », quant à elle, critique l'anglicisation du Québec et la disparation d'une mémoire collective de peuple. Louis Hébert, personnage historique, y joue alors le rôle d'un héros national oublié.
La pièce « Les vers de terre », quatrième de l'album, se veut une critique du conformisme face à une société de consommation et de contrôle.

## Récompenses
- 2016 : Prix Félix de l'album rock de l'année

## Classements
| Classement                   | Meilleure position |
| ---------------------------- | ------------------ |
| Belgique (Wallonie Ultratop) | 35                 |
| France (SNEP)                | 107                |
| Suisse (Schweizer Hitparade) | 20                 |